# Amtsgericht Lauingen
Das Amtsgericht Lauingen war ein von 1879 bis 1932 bestehendes bayerisches Gericht der ordentlichen Gerichtsbarkeit mit Sitz in der Stadt Lauingen (Donau).
Anlässlich der Einführung des Gerichtsverfassungsgesetzes am 1. Oktober 1879 wurde in Lauingen ein Amtsgericht errichtet, dessen Sprengel aus dem bisherigen Landgerichtsbezirk Lauingen gebildet wurde und somit die damaligen Gemeinden Altenberg, Bachhagel, Bächingen an der Brenz, Ballhausen, Burghagel, Dattenhausen, Echenbrunn, Faimingen, Frauenriedhausen, Gundelfingen, Haunsheim, Hausen, Landshausen, Lauingen, Oberbechingen, Obermedlingen, Peterswörth, Staufen, Unterbechingen, Untermedlingen, Veitriedhausen, Ziertheim und Zöschingen enthielt.
Nächsthöhere Instanz war bis zum 1. April 1932 das Landgericht Neuburg an der Donau im Oberlandesgerichtsbezirk Augsburg, danach noch einen Monat lang das Landgericht Augsburg im Oberlandesgerichtsbezirk München.
Mit Wirkung vom 1. Mai 1932 wurde das Amtsgericht Lauingen aufgehoben und dessen Bezirk mit dem Bezirk des Amtsgerichts Dillingen vereinigt.